# آنی اووکلی (فیلم)
 آنی اوکلی  عنوان فیلمی است آمریکایی با ژانر صامت و کوتاه ساخت کمپانی توماس ادیسون. این فیلم محصول ۱۸۹۴ سال میلادی است. زمان این فیلم ۲۰ ثانیه است. سرشناسی این ویدئو به دلیل بازی آنی اوکلی در آن است.